# Tvigle
Tvigle — российская медиакомпания, специализирующаяся на поставке потокового мультимедиа (фильмы, сериалы, программы) и аренде видеоплатформы. Компания основана в 2007 году Егором Яковлевым и Павлом Черкашиным и является одним из первых стриминговых сервисов в России. Большая часть контента на Tvigle является бесплатной для просмотра пользователями и предоставляется за просмотр рекламы по системе avod.

## История
Tvigle была основана 7 июня 2007 года как видеоплатформа в интернете, которая предоставляет профессиональный контент для российской аудитории. Егор Яковлев стал генеральным директором компании.
В 2008 году Tvigle создает Tvigle Video Publisher — облачный сервис для дистрибуции и монетизации видеоконтента.
В 2009 году Tvigle запускает собственный короткометражный контент. Мультсериал Versus, который создается совместно с брендом Хрусteam, становится популярным в том числе и на youtube.
В июне 2015 года пост генерального директора занимает Евгения Петрова, которая ранее была финансовым директором компании.